# Messerschmitt Me 262
Pour les articles homonymes, voir Messerschmitt.
Le Messerschmitt Me 262, surnommé Schwalbe (Hirondelle en français) pour les versions de combat ou Sturmvogel (Oiseau de tempête) pour les versions chasseur-bombardier, fut le premier avion de chasse opérationnel à moteur à réaction de l'Histoire, construit en série par la société allemande Messerschmitt pendant la Seconde Guerre mondiale.
Les travaux de conception débutèrent avant le début de la Seconde Guerre mondiale. Des problèmes de moteurs, de métallurgie et d'interférences de haut niveau empêchèrent l'avion d'être opérationnel pour la Luftwaffe jusqu'au milieu de 1944.
Le Me 262 était plus rapide et globalement plus lourdement armé que la plupart des chasseurs alliés, y compris le chasseur britannique à réaction Gloster Meteor. En dépit de sa conception aéronautique novatrice , le Me 262 s'est révélé être un avion inefficace compte tenu du fort  investissement qu'il représentait notamment en raison de sa logistique. En particulier, les Junkers Jumo 004 équipant cet avion souffraient d'un manque de fiabilité récurrent, en raison de pénuries de matériaux critiques en Allemagne à la fin de la guerre.
Le Me 262 a été décliné en versions de bombardement léger et de reconnaissance, ainsi qu'en chasseur nocturne expérimental (en).

## Histoire et conception
Le 4 janvier 1939, le Reichsluftfahrtministerium (RLM, ministère de l'Aviation du Reich) lança un appel d'offres pour un chasseur à réaction capable de voler une heure et d'atteindre la vitesse de 900 km/h.
Le bureau d'études de Messerschmitt étudie les différentes configurations possibles et Willy Messerschmitt tranche rapidement pour un biréacteur à aile droite, dont les moteurs seront montés en nacelles sous les ailes (pour une maintenance facilitée) et avec un train d'atterrissage classique, entièrement rétractable et doté d'une roulette de queue escamotable.
Les deux motoristes Junkers Motoren et BMW informèrent le constructeur que leurs moteurs seraient plus lourds que prévu initialement. Pour tenir compte de cette augmentation de la masse totale, le futur avion vit son envergure augmentée et, pour rétablir le centre de gravité, ses ailes furent dotées d'une flèche de 18.5° au bord d'attaque. Le prototype V1 fut prêt au début de l'année 1941, mais aucun turboréacteur n'étant disponible à cette époque, le constructeur décida de tester la cellule avec un moteur à hélice classique Jumo 210 monté dans le nez de l'avion. Ce premier vol eut lieu le 18 avril 1941. À titre de comparaison, son concurrent, le Heinkel He 280 prit l'air pour la première fois le 2 avril 1941 avec ses seuls turboréacteurs HeS 8.

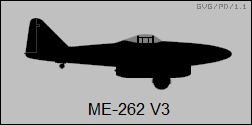
Silhouette du prototype V3.

Les premiers turboréacteurs enfin livrés furent des BMW 003. Pour le premier essai, le 25 mars 1942, le moteur à hélice fut conservé pour des raisons de sécurité. Cette décision s’avéra judicieuse, les deux réacteurs tombant rapidement en panne. Devant le manque flagrant de fiabilité des réacteurs BMW, le constructeur de l'avion se résolut à utiliser les turboréacteurs Jumo 004, plus puissants (8,8 kN contre 7,8 kN), mais plus lourds (719 kg au lieu de 624 kg). Le 18 juillet 1942, le prototype V3 décolla pour la première fois avec ses seuls moteurs Jumo 004 à Leipheim, près de Günzburg en Allemagne, avec aux commandes le pilote d'essai Fritz Wendel.
L'adoption d'un train d'atterrissage classique posa de nombreux problèmes. Au sol, le nez de l'avion relevé faisait que les gaz brûlants sortant des tuyères des moteurs étaient dirigés vers la piste, provoquant des débuts d'incendie. Au roulage, les turbulences engendrées par l'avion annulaient les effets de la dérive arrière et empêchaient de relever l'empennage. Le pilote était alors obligé de donner un coup de frein pour relever la queue de l'avion. Messerschmitt s'inspira alors du He 280 et dota le cinquième prototype V5 d'un train d'atterrissage tricycle fixe. Cet avion vola pour la première fois le 6 juin 1943. Au vu des bons résultats, tous les exemplaires à venir furent dotés d'un train tricycle rétractable.

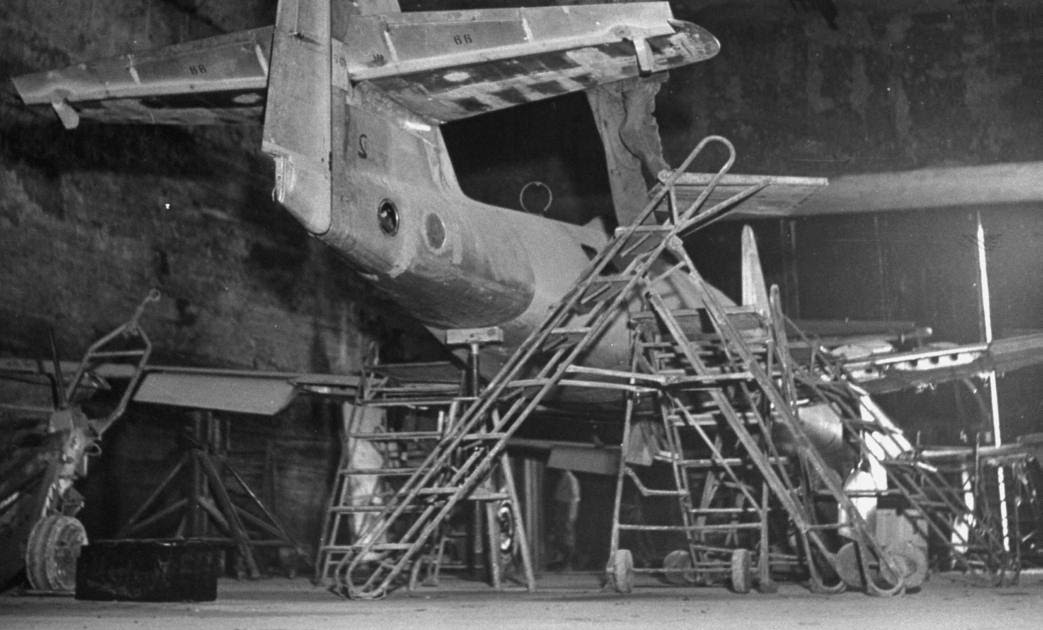
Fabrication souterraine des Me 262.

Les mois suivants furent consacrés à la mise au point et aux tests des nouveaux prototypes.
Le 26 novembre 1943, le Me 262 fut présenté à Adolf Hitler. Ce dernier demanda à Willy Messerschmitt si la machine pouvait être chargée de bombes. Des tests ayant été réalisés auparavant, il lui répondit par l'affirmative. Hitler accepta alors que la fabrication en chaîne de l'avion débute, mais à la condition qu'il soit utilisé principalement comme bombardier (en allemand : blitzbomber), dont il avait un besoin urgent pour parer au débarquement des Alliés,. Cette décision se révéla être une grosse erreur stratégique. En effet, le Me 262 avait été conçu comme un intercepteur et, en raison du champ de vision limité du pilote sur le terrain, il n'avait qu'une précision relativement faible pour les missions de bombardement. De plus, l'emport de charges externes dégradait ses caractéristiques aérodynamiques et faisait retomber sa vitesse dans la même plage que celle des chasseurs alliés.
Toutefois, la raison principale des retards dans la capacité opérationnelle du Me 262 réside essentiellement dans les immenses difficultés à mettre au point les turboréacteurs. Ces mêmes moteurs, qui avaient été développés avec des métaux qui étaient rares en Allemagne, par manque de matières premières, durent être fabriqués en série avec des matériaux moins nobles. Leur durée de vie tomba à seulement dix heures (voire 25 avec des pilotes expérimentés).
Ce chasseur était très rapide, bien armé, mais peu maniable. Il était surtout très délicat à piloter. Il était par exemple très facile de souffler ses réacteurs ou même de les incendier lors d'une accélération brutale ou d'une remise de gaz. Son train d'atterrissage à train tricycle était moderne, mais la roulette de nez se montrait trop fragile en cas d'atterrissage dur. Son armement (quatre canons MK 108 de 30 mm) était exceptionnellement puissant pour un chasseur monoplace, mais la portée utile était faible, avec des obus retombant rapidement après le tir, ce qui imposait aux pilotes de tirer « au-dessus » de leur cible. Néanmoins, un seul coup au but d'une munition de ce calibre suffisait à détruire un chasseur, et quatre ou cinq coups abattaient un bombardier.

## Unités de Me 262

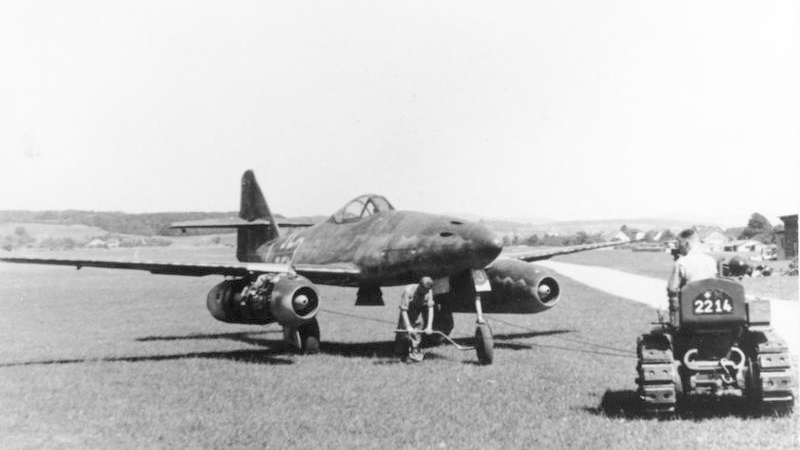
Le Me 262 A W.Nr.500071 « weiss 3 » en avril 1945. Le pilote Mutke a atterri à la base aérienne de Dübendorf en Suisse le 25 avril 1945 après avoir déserté la Luftwaffe.

### Essais
Des prototypes ayant montré que l'avion à réaction était utilisable, restait à le mettre au point et à en établir le mode d'emploi, dont on s'aperçut vite qu'il ne pouvait être exactement semblable à celui des avions à hélice. Pour ce faire, on créa, à l'été 1942, l'EKdo 16, équipé de l'ensemble des modèles alors disponibles : He 280, Me 163, Me 262 et Me 328.
Au printemps 1944, la mise en service du Me 262 apparaissant comme proche, on choisit comme première unité devant effectuer la conversion le III/ZG 26, groupe considéré comme le meilleur des chasseurs lourds (le Me 262, bien qu'ayant les dimensions d'un monomoteur, était un bimoteur), et deux de ses trois escadrilles (8+9) le quittèrent pour devenir en mai 1944 l'EKdo 262 sur Me 262. Essais et entraînements continuèrent jusqu'à la fin du mois de septembre 1944, l'EKdo 262 devenant alors III/JG 6, redésignation montrant qu'il faisait désormais partie des unités de combat.

### Chasse
Le 26 juillet 1944, le Leutnant Alfred Schreiber avec le 262 A-1a W .Nr. 130 017 endommagea un avion de reconnaissance Mosquito du No. 540 Squadron RAF, qui aurait été perdu dans un accident lors de l'atterrissage sur une base aérienne en Italie. D'autres sources affirment que l'avion a été endommagé lors d'une manœuvre d'évasion,. 
Début octobre, le III./JG 6 fut partagé entre quatre escadrilles et devint le Kommando Nowotny (Kdo Nowotny), du nom de l'as qui le commandait. Ses interventions sur le front de l'Ouest devinrent suffisamment visibles pour que les Anglo-Américains surveillent très sérieusement sa base. Les avions à réaction étaient en effet très vulnérables au décollage et à l'atterrissage, en raison de la faible rapidité d'accélération des turboréacteurs de l'époque, et Walter Nowotny fut ainsi abattu par un P-51 lors d'un retour de mission,.
De fait, l'unité change de nom au milieu de novembre et devient III./JG 7 « Nowotny », dotée de trois escadrilles (Pourquoi III et non I ? Probablement en référence au III./ZG 26 d'origine). Le III./JG 7 combat dès lors comme une unité normale, protégée à l'atterrissage et au décollage par des chasseurs à hélice. En décembre 1944 est créé le I./JG 7 (ex-II./JG 3), suivi en février 1945 du II./JG 7 (ex-IV./JG 54) puis, en mai 1945, juste avant la capitulation, du IV./JG 7 (ex-JV 44). La JG 7 termine donc la guerre comme une escadre complète à quatre groupes de combat.
Le JV 44 précédemment cité fut créé au milieu du mois de février 1945 en regroupant des pilotes expérimentés mais dont Göering ne voulait plus entendre parler. Assez curieusement, on leur laissa toute latitude pour s'organiser entre eux et on leur attribua le meilleur matériel disponible. Le JV 44 reçut donc des Me 262 et une escadrille de protection équipée de Fw 190D (ex-12/JG 54), dite « Papagei Staffel » (Escadrille Perroquet), à cause des couleurs très vives dont étaient peints ses avions afin d'éviter des erreurs de tir de la DCA. Le JV 44 absorba ensuite l'EJG 2 puis, début mai 1945, devint IV./JG 7, quelques jours avant la capitulation.
Début janvier 1945 furent constitués les Industrieschutzstaffeln 1 et 2 (ISS 1 et ISS 2), deux petites unités équipées de Me 262. Il s'agissait de sections autonomes destinées à la défense de sites industriels importants. N'ayant vraisemblablement pas participé au moindre combat, ces formations furent très vite dissoutes début février et intégrées aux JV 44 et JG 7.

### Bombardement

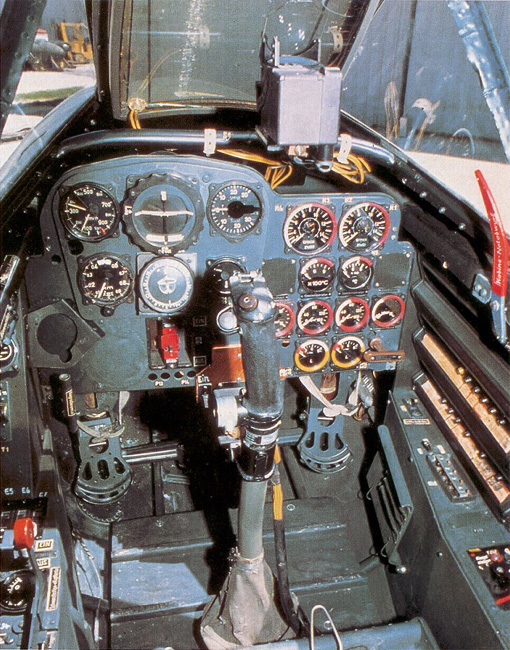
Cockpit d'un Me 262.

Dès la fin du mois de juin 1944, le I/KG 51 reçut des Me 262 en complément de ses Me 410 ; la conversion du groupe était en effet prévue depuis le début de juin.
Début septembre, le IV(Erg)/KG 51 reçut un complément de groupe et devint EKdo Schenck sur Me 262 pour mettre au point l'emploi de l'avion à réaction en tant que bombardier. Fin septembre, l'unité fut redésignée Kdo Edelweiss (en référence à l'insigne du KG 51), mais pour fort peu de temps puisque, dès début octobre, la formation redevint 3/KG 51. Toujours en septembre, le II/KG 51 reçut aussi quelques Me 262. Au milieu d'octobre, les I/KG 51 et II/KG 51 furent entièrement convertis sur Me 262. En novembre-décembre 1944, les III/KG 51 et IV(Erg)/KG 51 (qui n'avait plus de Me 262) quittèrent l'escadre. Le KG 51 n'avait donc plus que deux groupes, mais volait entièrement sur Me 262. Fin avril 1945, le II/KG 51 fut dissous, mais le I/KG 51 demeura jusqu'à la fin de la guerre. Certes, les Me 262 étaient à peu près impossibles à intercepter durant leur mission, mais leur faible nombre et l'imprécision de leurs attaques firent qu'ils n'eurent à peu près aucune influence sur le cours des événements.
À l'automne 1944, était apparu le Kdo Sperling par dédoublement du 3/KG 51, qui reçut le Me 262. Mais il fut dissous dès octobre pour être recréé en novembre, cette fois sur Ar 234, car destiné à la reconnaissance.
La nécessité de renforcer la chasse par tous les moyens pour essayer de contrer l'offensive anglo-américaine et la perte des pétroles de Roumanie conduisit à réorienter toute l'industrie aéronautique vers la production de chasseurs. Par conséquent, de nombreuses unités furent dissoutes dans les autres spécialités (sauf l'assaut) et les pilotes ainsi récupérés furent reconvertis dans la chasse ; les autres membres du personnel volant furent envoyés dans l'armée de terre. Disparurent ainsi la quasi-totalité des groupes d'He 111 (ne restèrent que le KG 4, qui fera beaucoup de transport, et le KG 53, qui lança des V1), mais les KG 27 et KG 55 étaient concernés, comme d'autres unités sur Ju 88/Ju 188 (KG 6, KG 30, KG 54) ou même Fw 200/Heinkel He 177 (KG 1 en Russie et KG 40, qui après le débarquement avait perdu ses bases atlantiques). Pendant l'automne 1944 et l'hiver 1944–1945, ces unités, généralement requalifiés KG(J) reçurent des Bf 109 et Fw 190 pour effectuer la conversion, mais c'était le Me 262 qui, à terme, devait les équiper et, de fait, plusieurs en reçurent.
En octobre 1944, le SKV 40 fut créé avec la majeure partie du KG 40 (dont quelques éléments subsistèrent) et était prévu sur Me 262. Il semblerait qu'il en ait reçu, mais il fut dissous en février 1945. Dès octobre 1944 également, le KG 54 reçut quelques Me 262 et, lorsqu'il devint KG(J) 54 en novembre, son groupe I fut entièrement converti, mais un complément de Fw 190 arriva en renfort. Le KG(J) 54 fut dissous en février 1945. En février 1945, les KG(J) 27, KG(J) 30 et KG(J) 55 en reçurent quelques-uns, mais la totalité des KG(J) 27, KG(J) 30 et KG(J) 55 fut dissoute en avril. En mars 1945, le III/KG(J) 6 passa sur Me 262 mais tout le KG(J) 6 fut dissous en avril.
La conversion des pilotes de bombardiers en chasseurs se révéla plus longue que prévu, le manque de carburant et le survol du Reich par les Anglo-Américains ne facilitant pas l'entraînement, et changer les réflexes de pilotes expérimentés s'avérant plus difficile que former des novices complets. De fait, aucune de ces formations ne fut vraiment engagée au combat ; seule une partie du KG(J) 54 sembla sur le point d'atteindre le statut opérationnel. En fait, la mise en service du Me 262 et du He 162 mena plutôt à retirer du combat les unités concernées qu'à augmenter les forces de première ligne.

### Chasse de nuit

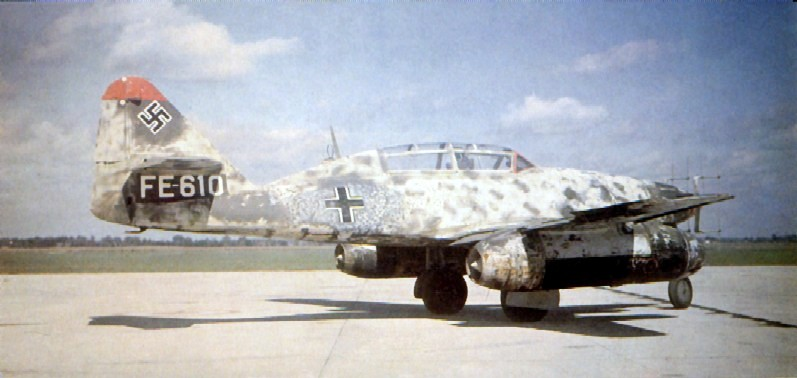
Chasseur de nuit Me 262B-1a/U1, Wrknr. 110306, avec une antenne FuG 218 Neptun dans le nez et un deuxième siège pour l'opérateur radar. Cette cellule a été livrée à la RAF à Schleswig en mai 1945 et emmenée au Royaume-Uni pour être testée.

En automne 1944, apparut le Kdo Stamp, équipé de Me 262. Cette formation expérimentale devient en décembre Kdo Welter, probablement par simple changement de son chef. Les avions utilisés étaient des Me 262B biplaces, version réalisée pour l'entraînement et hâtivement transformée en chasseur de nuit : le second siège était celui de l'opérateur radar, le radar (FuG 218 Neptun) remplaçait deux des canons du nez, et des réservoirs étaient accrochés sous les râteliers avant à la place des bombes.
La mise au point du mode d'emploi fut assez longue, retardée par la longueur des nuits d'hiver et les pénuries de kérosène. En raison de ses caractéristiques de vol, les pilotes du Me 262 eurent également à faire face à une mauvaise surprise lors des missions d'interception : l'avion rattrapait évidemment sans peine les lents quadrimoteurs anglais, mais était en fait trop rapide pour les ajuster correctement (un problème que connaissaient également le Me 163 et les chasseurs de jour avec les bombardiers américains). Par contre, les Mosquitos anglais, fléau des Ju 88 et Bf 110, ne lui posaient aucun problème : le Me 262 les rejoignait ou leur échappait à volonté.
En avril 1945, le Kdo Welter, devenu parfaitement opérationnel, devint 10/NJG 11 et prit place parmi les unités de chasse de nuit ordinaires (le NJG 11 était une formation de chasseurs de nuit monomoteurs). C'est ainsi qu'il termina la guerre.

### Reconnaissance
Bien que l'Ar 234 donnât toute satisfaction pour la reconnaissance, on pensa au Me 262 pour effectuer ces missions, car il était disponible en bien plus grand nombre.
Fin novembre 1944 fut constitué le Kdo Braunegg sur Me 262. Initialement prévu pour la reconnaissance stratégique, il fut immédiatement réaffecté à la reconnaissance tactique (la reconnaissance stratégique était assurée par des Ar 234 à réaction échappant à tous les chasseurs alliés). Il reçut des Fi 156 et fut redésigné EinKdo Braunegg, ce qui prouvait son engagement en première ligne. Il devint peu après 2/NAGr 6, tout en continuant à être désigné Kdo ou EinKdo Braunegg, ayant début janvier 1945 absorbé un EinKdo Silber créé fin 1944 pour faire de la reconnaissance sur Me 262.
En fait, début décembre 1944, l'unité normale NAGr 6 avait été prévue pour passer sur Me 262. Alors que ses escadrilles 1 et 2 étaient sans avions depuis août 1944, le Stab/NAGr 6, lui, s'entraînait sur bimoteur Bf 110 en attendant ses Me 262. Ceux-ci arrivèrent fin décembre 1944 et remplacèrent les Bf 110 début janvier 1945. En février, le 1/NAGr 6 reçut ses Me 262 et le 2/NAGr 6 absorba le Kdo Braunegg. Le 2/NAGr 6 repassa sur Bf 109 avant fin avril mais les Stab/NAGr 6 et 1/NAGr 6 demeurèrent sur Me 262 jusqu'à la fin du conflit.

### Entraînement
L'entraînement fut entièrement réorganisé fin septembre 1944. Des Me 262 furent attribués aux EJG 2, EKG 1 et EKG(J). L'EJG 1 était prévu pour en avoir, mais finalement l'instruction sur des chasseurs à réaction fut confiée au seul EJG 2, plus particulièrement le III./EJG 2 (anciennement l'EKdo 162). L'unité démarra cependant très lentement, car à cette époque, très peu d'avions étaient disponibles. Le plus délicat était l'apprentissage dans le maniement des commandes des gaz, mais le cursus de formation fut souvent incomplet du fait du manque de carburant, de la météo et de l'évolution des combats. Les accidents furent nombreux, mais le III./EJG 2 revendiqua tout de même une quarantaine de succès, dont douze pour son seul commandant Heinrich Bär.

## Engagements et rôle dans la Seconde Guerre mondiale

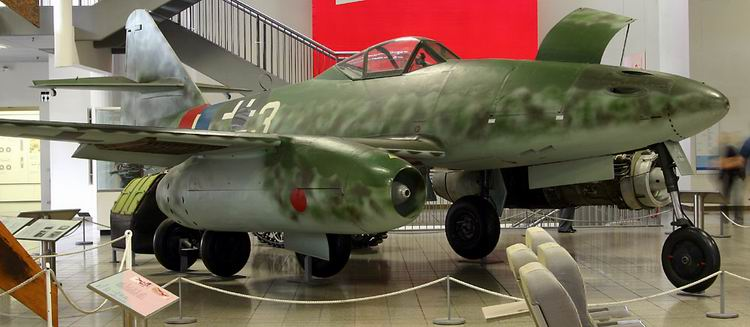
Me 262 conservé au Deutsches Museum de Munich.

Toutes versions confondues, 1 433 Me 262 furent construits mais seulement la moitié parvinrent aux unités opérationnelles. La Luftwaffe ne put jamais en aligner plus de 200 en même temps. Ils détruisirent, selon les sources, entre 100 et 450 avions alliés au cours des quelques mois où ils purent voler. Ils étaient en moyenne plus rapides que leurs adversaires de 100 km/h.
Malgré tout, cette vitesse leur donnait un rayon de virage plus grand, de sorte que les combats tournoyants leur étaient souvent fatals. Ils perdaient ainsi rapidement de la vitesse, ce qui les rendait vulnérables ; les Me 262 se contentaient généralement de quelques passes d'attaque rapides puis fuyaient. Les médiocres performances balistiques de leurs canons MK 108 et leurs lourds obus de 30 mm les handicapaient également. L'obus chutait de 41 mètres verticalement pour une distance franchie de 1 000 mètres. Les corrections à faire étaient donc très importantes et le tir sur une cible mobile autre qu'un bombardier était très aléatoire. Même contre les bombardiers, les pilotes devaient ouvrir le feu à une distance relativement courte, d'où l'idée d'équiper les Me 262 de fusées air-air R4M d'une portée d'environ 800 mètres. Une seule des 24 roquettes qu'ils emportaient suffisait à abattre un B-17 ou un B-24. Une autre solution était de modifier l'armement embarqué, par exemple en remplaçant plusieurs des canons de 30 mm par des canons MG 151 de 20 mm à la précision supérieure.
Les Me 262 étaient des cibles privilégiées à l'approche de leurs aérodromes, car ils avaient besoin d'une longue phase de décélération avant de se poser, du fait de l'absence d'aérofreins. Les chasseurs alliés les « coiffaient » à ce moment d'autant plus facilement qu'ils ne pouvaient réaccélérer facilement s'ils apercevaient un ennemi, au risque de souffler leurs réacteurs. Les Allemands affectaient donc spécifiquement à la défense des aérodromes de Me 262 des unités de Fw 190 pour les couvrir pendant les délicates phases de retour après leur mission.
Du fait de leur faible nombre, de leur mise en service tardive — à un moment où l'aviation alliée avait déjà obtenu la maîtrise du ciel —, de leur consommation excessive en kérosène qui limitait le rayon d'action à seulement 200 km (l'Allemagne était à court d'essence pour avion à haut indice d'octane, mais le kérosène, qui est un carburant très basique, restait suffisamment approvisionné), les performances des Me 262 furent sans incidence sur le dénouement de la guerre. Par ailleurs, les Allemands n'eurent pas l'idée de la combinaison anti-g et les pilotes étaient gênés lors des manœuvres à grande vitesse et ne pouvaient tirer tout le parti possible de leur appareil, alors que les Américains mirent les premières en service à l'extrême fin de la guerre (dans le Pacifique).
Les Britanniques avaient aussi un appareil à réaction, mis en service quasi simultanément avec le Me 262, le Gloster Meteor, un peu moins rapide, mais plus manœuvrable et aux moteurs bien plus fiables, mais il n'y eut jamais de combat entre les deux appareils.

## Faits durant la guerre

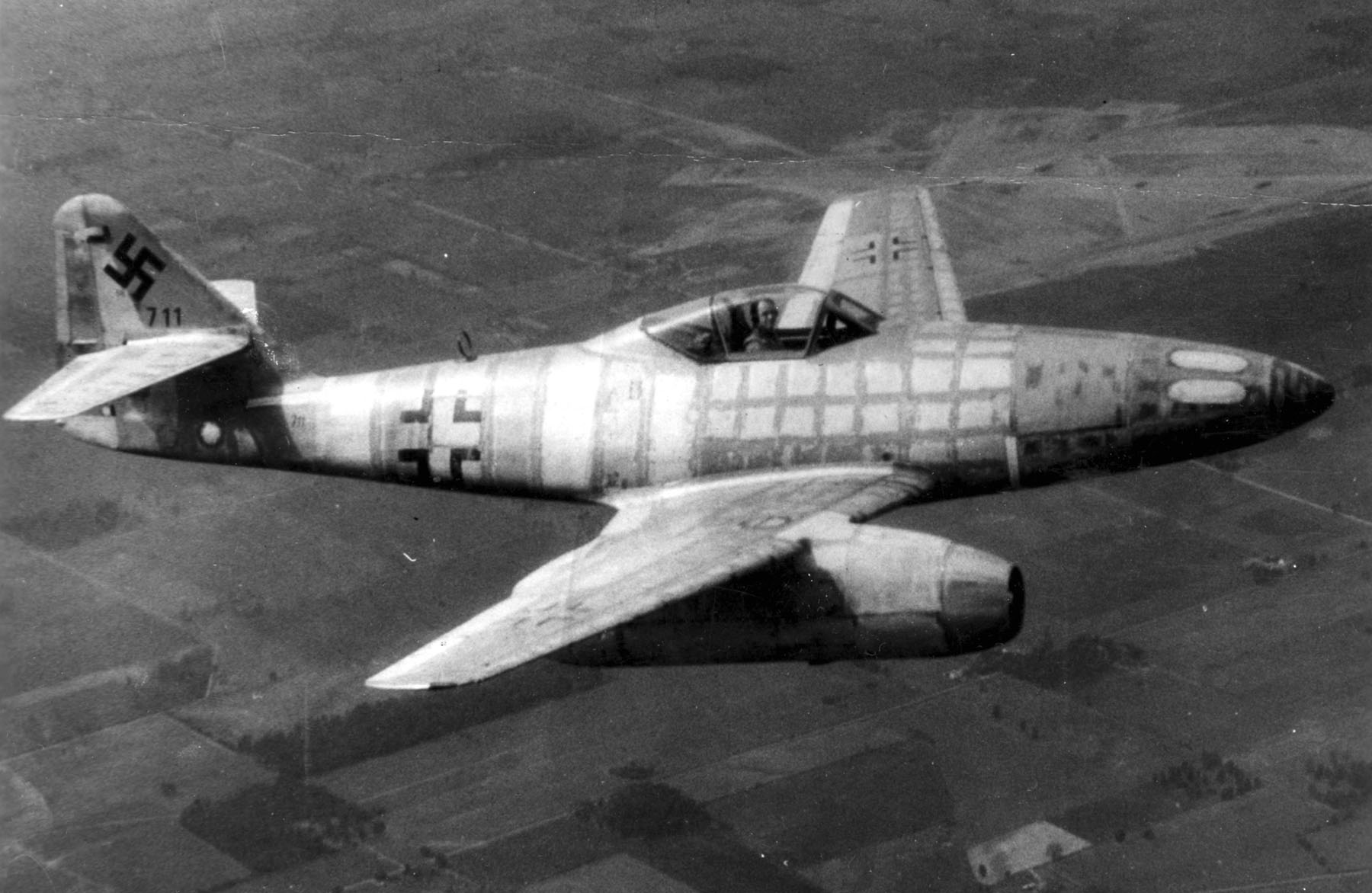
Cette cellule, Wrknr. 111711, fut la première d'un Me 262 à arriver aux mains des Alliés lorsque son pilote d'essai allemand fit défection, le 31 mars 1945. L'avion fut ensuite envoyé aux États-Unis pour y être testé.

- Après son premier vol sur cet appareil le 22 mai 1943, le général Adolf Galland déclara : « Es ist, als wenn ein Engel schiebt » (« C'est comme si un ange poussait »)[23]. Le 26 avril 1945, le même Galland mena une formation de six Me 262 du JV 44 équipés de fusées R4M et de collimateurs électroniques EZ 42 dans ce qui fut l'une des toutes dernières missions de guerre des Me 262[24].
- En 1944, un vol expérimental du Me 262 se termina par un accident près du lac de Constance, en Suisse. Afin de maintenir le secret entourant l'appareil et les technologies qu'il employait, la Luftwaffe proposa alors plus d'une dizaine de Focke-Wulf Fw 190 à la Suisse pour récupérer sa carcasse[25],[26].
- Le 6 juin 1944, jour du débarquement de Normandie, le prototype V9, doté d'une verrière profilée et abaissée, dépassa en léger piqué la barre symbolique des 1 000 km/h[27].
- Le 2 octobre 1944, le pilote américain le capitaine Valmore Jay Beaudrault (IX Tactical Air Command, 84th Fighter Wing, 365th Fighter Group, 386th Fighter Squadron), sur son chasseur Republic P-47, fut le premier de la IX Air Force à abattre un Me 262 (dont les réacteurs étaient soufflés)[28].
- Le 8 mai 1945, l'Oberleutnant Fritz Stehle, Staffelkapitän de la 2./JG 7, abat à 16 h un Yak-9 (plus probablement un P-39) sur son Me 262, ce qui sera la dernière victoire de la Seconde Guerre mondiale en Europe[18],[29].
- Dans son livre Le Grand Cirque, l'as français de l'aviation Pierre Clostermann raconte comment cinq pilotes allemands se posèrent le 9 mai 1945 sur l'aérodrome de Faßberg, venant de Prague assiégée par l'Armée rouge et se rendirent aux Alliés en livrant leurs Me 262, avions qui devaient être convoyés, entre autres par le même Clostermann, au Royaume-Uni pour examen détaillé[30].
- Plusieurs Me 262 furent récupérés en juin 1945 par la France et évalués par des pilotes du Centre d'essais en vol[30].
- Les forces américaines ayant monté en outre l’opération Lusty pour récupérer des avions allemands en récupèrent 9 sur la base aérienne de Lechfeld dans le cadre de celle-ci.

## Variantes

### Principe de la dénomination initiale duMe 262
- Me 262A : « A » : monoplace ; « B » : biplace.
- Me 262A-1 : « 1 » : chasseur ; « 2 » : bombardier.
- Me 262A-1a : « a » : moteurs Junkers Jumo 004 ; « b » : moteurs BMW 003 (officiellement, la lettre « c » a été attribuée récemment au General Electric CJ610 pour les répliques modernes du Me 262).

### Versions

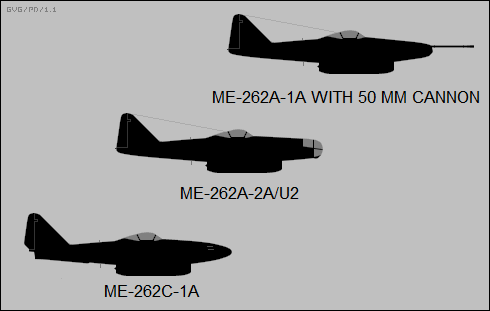
Variantes du Me 262.

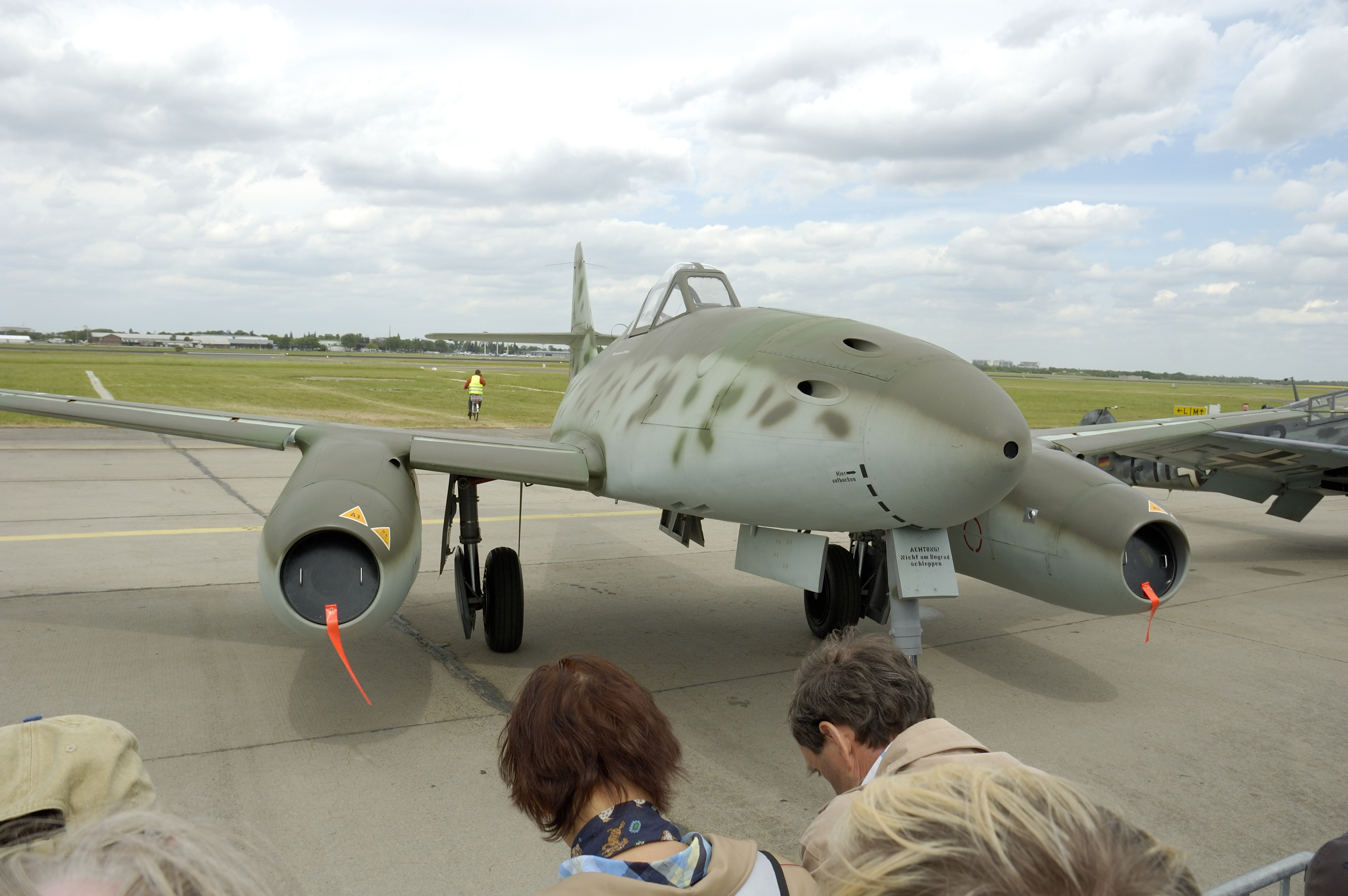
Messerschmitt Me 262A-1c (réplique) lors du Berlin Air Show, en 2006.

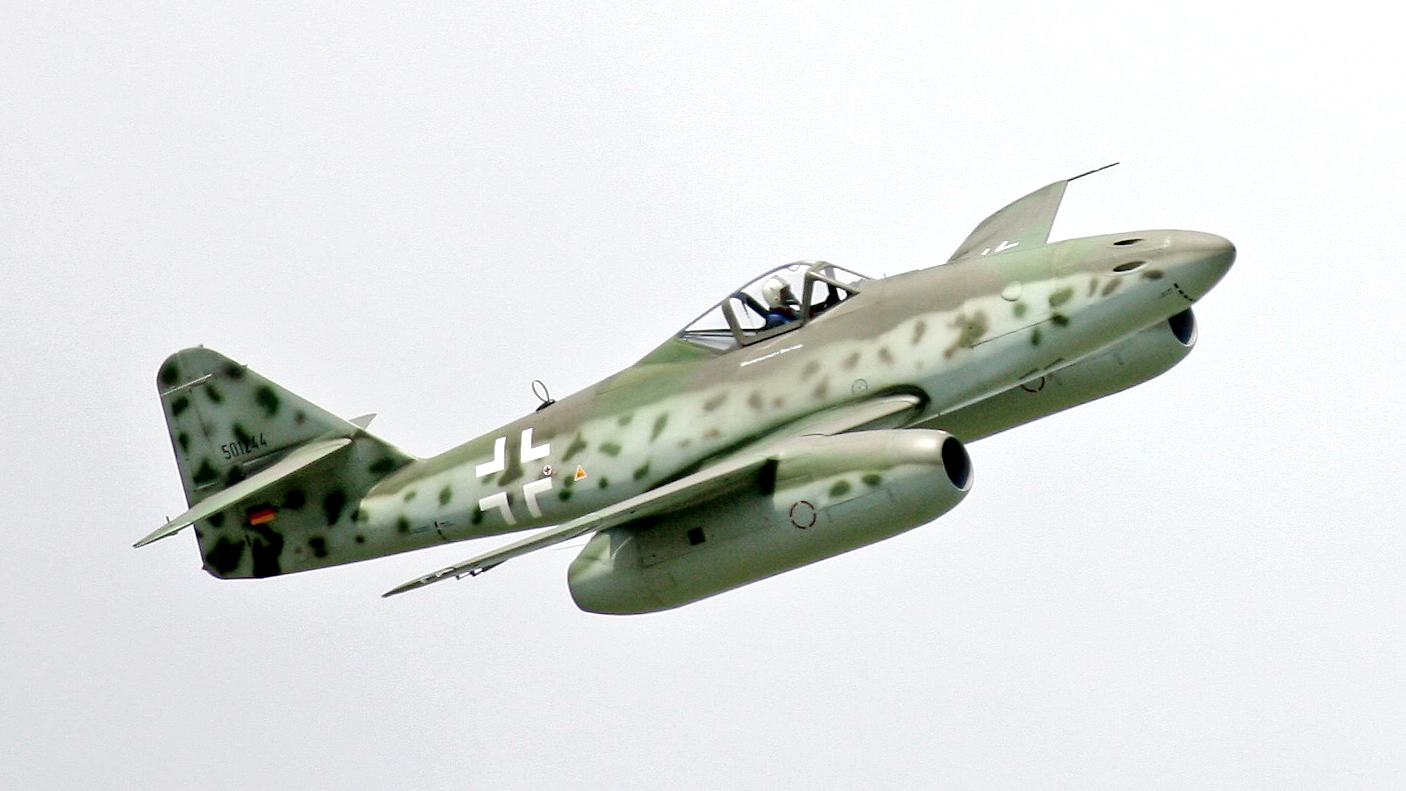
Me 262A-1c, réplique du Me 262A-1a, Berlin air show, 2006.

Les versions et sous-versions du Me 262 se distinguent par leur emploi, mais également par l'équipement installé dans leur nez :
- Me 262A :
  - Me 262A-0 : prototype,
  - Me 262A-1a Schwalbe (Hirondelle) : chasseur lourd, moteurs Jumo 004 :
    - Me 262A-1a : chasseur lourd, quatre canons dans le nez,
    - Me 262A-1a/U1 : un unique prototype de chasseur avec six canons dans le nez,
    - Me 262A-1a/U2 : un unique prototype de chasseur de nuit, avec radar Lichtenstein SN-2,
    - Me 262A-1a/U3 : version de reconnaissance, deux caméras de nez,
    - Me 262A-1a/U4 : quatre prototypes de chasseurs lourds, avec un canon Rheinmetall BK-5 (en) dans le nez, qu'il était prévu de remplacer par un MK 214A cannon (en),
    - Me262A-1a/U5 : idem A1a/U1 ou simple projet ?,
    - Me 262A-1b : trois prototypes de chasseurs lourds avec moteurs BMW 003,

  - Me 262A-2a Sturmvogel (Pétrel) : chasseur-bombardier :
    - Me 262A-2a/U2 : chasseur-bombardier, verrière de nez,

  - Me 262A-3a : chasseur lourd (blindage renforcé),
  - Me 262A-5a : version de reconnaissance ;
- Me 262B :
  - Me 262B-1a : appareil d'entraînement biplace :
    - Me 262B-1a/U1 : chasseur de nuit biplace, radar de nez,

  - Me 262B-2a : chasseur de nuit plus long avec crochet ;
- Me 262C Heimatschützer : chasseur lourd :
  - Me 262C-1a : chasseur lourd, moteur Jumo 004,
  - Me 262C-2b : chasseur lourd, moteur BMW 003 ;
- Me 262D : prototype à flèche plus accentuée ;
- Me 262E : prototype ;
- Me 262 Statoréacteurs : resté au stade de projet ;
- Me 262 Turbopropulseurs : resté au stade de projet ;
- Me 262 Chasseur de Nuit triplace : resté au stade de projet.

### Versions non-allemandes
- Avia S-92 : Me 262 A-1a tchèque.
- Avia CS-92 : Me 262 B-1a tchèque.
- Nakajima Kikka : prototype japonais fortement inspiré du Me 262, mais de taille et de formes extérieures assez différentes.
- Soukhoï Su-9 (1946)  ou Самолёт K (en Russe: Avion K) : prototype et copie soviétique du Me 262, propulsé par des moteurs Junkers Jumo 004B fabriqués par eux sous le nom de RD-10. Vol de démonstration le 3 août 1947 [31].
- Soukhoï Su-11 (I) : (SU-9 modifié) second prototype soviétique avec des moteurs Lyulka TR-1 et des nouvelles ailes. L'appareil fut rejeté car "il copiait la technologie allemande" [32]. Un seul exemplaire construit.

## Autres données et caractéristiques
- Dates :

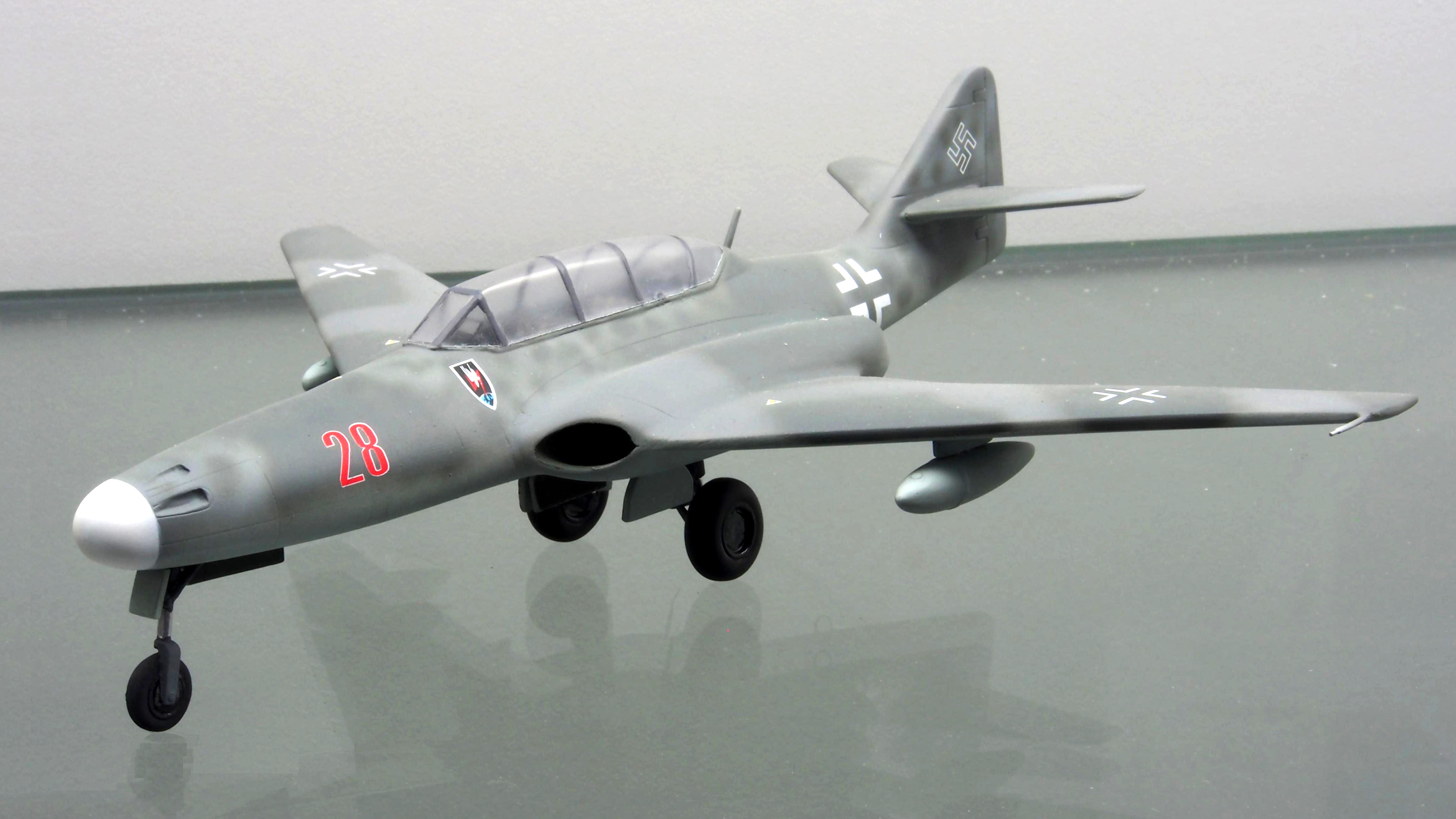
Maquette d'une des versions Me 262 HG III (Hochgeschwindigkeit, « haute vitesse ») au musée des techniques de Spire.

  - 4 avril 1941 : premier vol du Me 262 V1 avec moteurs à pistons Jumo 210G,
  - 18 juillet 1942 : Me 262 V3 avec turboréacteurs Jumo 004 A-0,
  - 7 juin 1944 : Me 262A-1a,
  - 30 juin 1944 : première unité combattante expérimentale (Ekdo 262),
  - septembre 1944 : première unité régulière (III/ZG 26, très vite devenu III/JG 7).
- Type : chasseur monoplace.
- Nombre total d'appareils construits : environ 1 430 exemplaires.
- Dimensions.
  - 12,50 mètres d'envergure,
  - 10,60 mètres de long,
  - 3,84 mètres de haut,
  - 21,74 mètres carrés de surface alaire.
- Moteurs : deux turboréacteurs Junkers Jumo 004 B-1, -2, ou -3 de 898 kg de poussée statique chacun.
- Masses :
  - 4 420 kg à vide,
  - 6 400 kg en charge maximum.
- Armement :  4 canons MK 108 de 30 mm dans le nez, alimentés à 100 coups chacun pour les deux armes supérieures et à 80 coups pour les deux autres. Selon les versions, deux canons supplémentaires de 20 mm (A-1a/U1), ou un canon lourd Rheinmetall de 50 mm (A-1a/U4).
- Vitesses :
  - 870 km/h à 6 000 m (soit Mach 0,70, comme une Caravelle),
  - 830 km/h au niveau de la mer.
- Vitesse ascensionnelle : 1 200 m/min et montée à 6 000 m en 6 min 48 s.
- Autonomie : 1 050 km à une altitude de 9 000 m.
- Plafond pratique : 11 000 mètres.

## Appareils subsistants

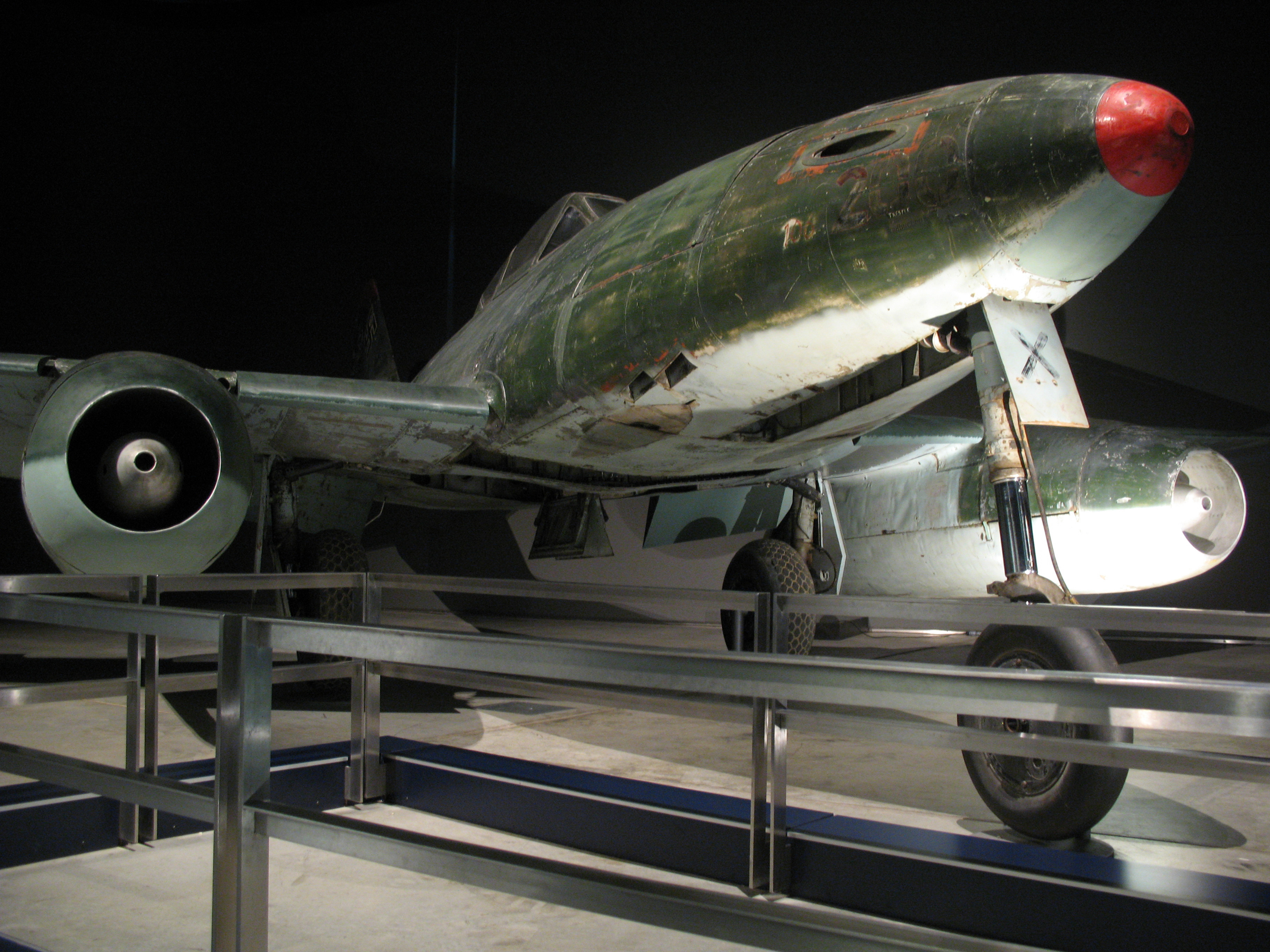
Me 262A-2a (Noir X), Australie, 2012.

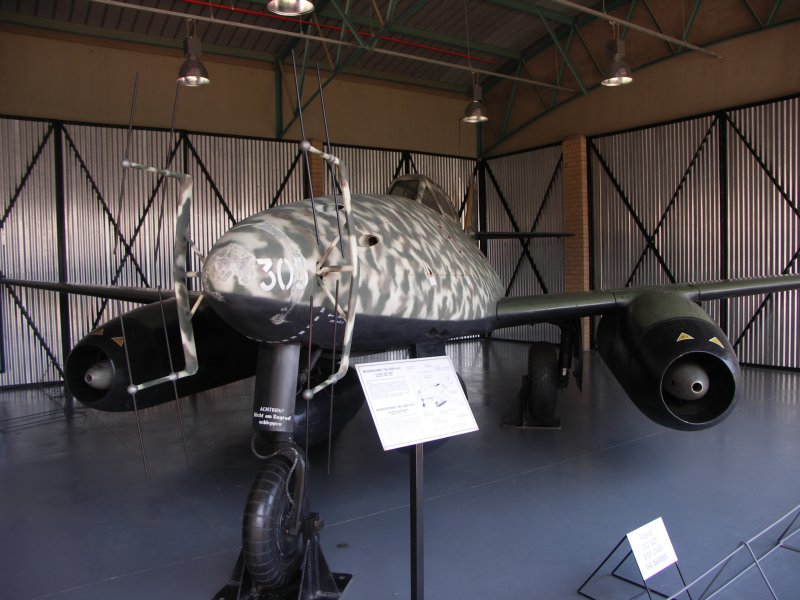
Me 262B-1a/U1 (8 Rouge).

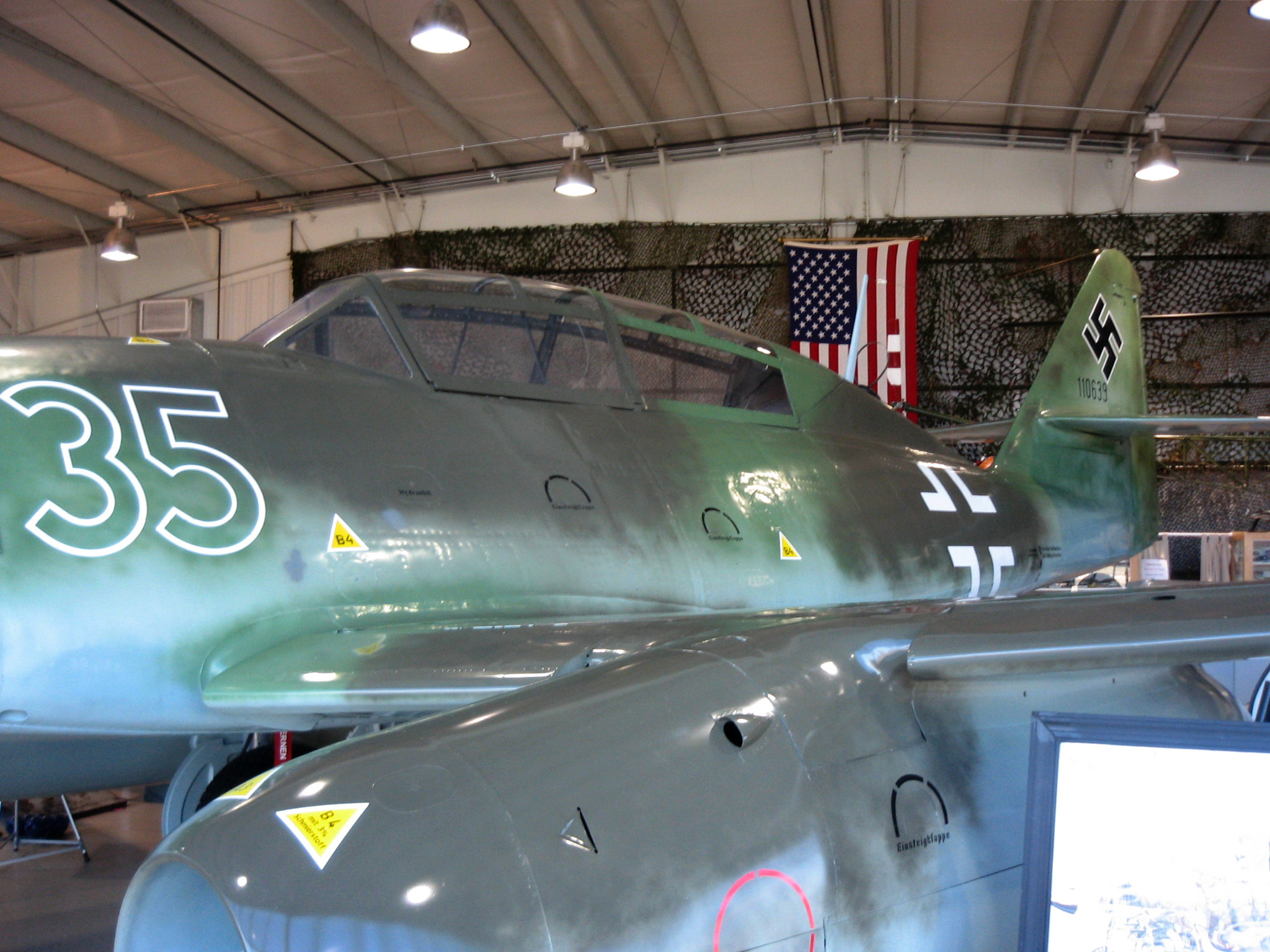
Me 262B-1a (35 Blanc).

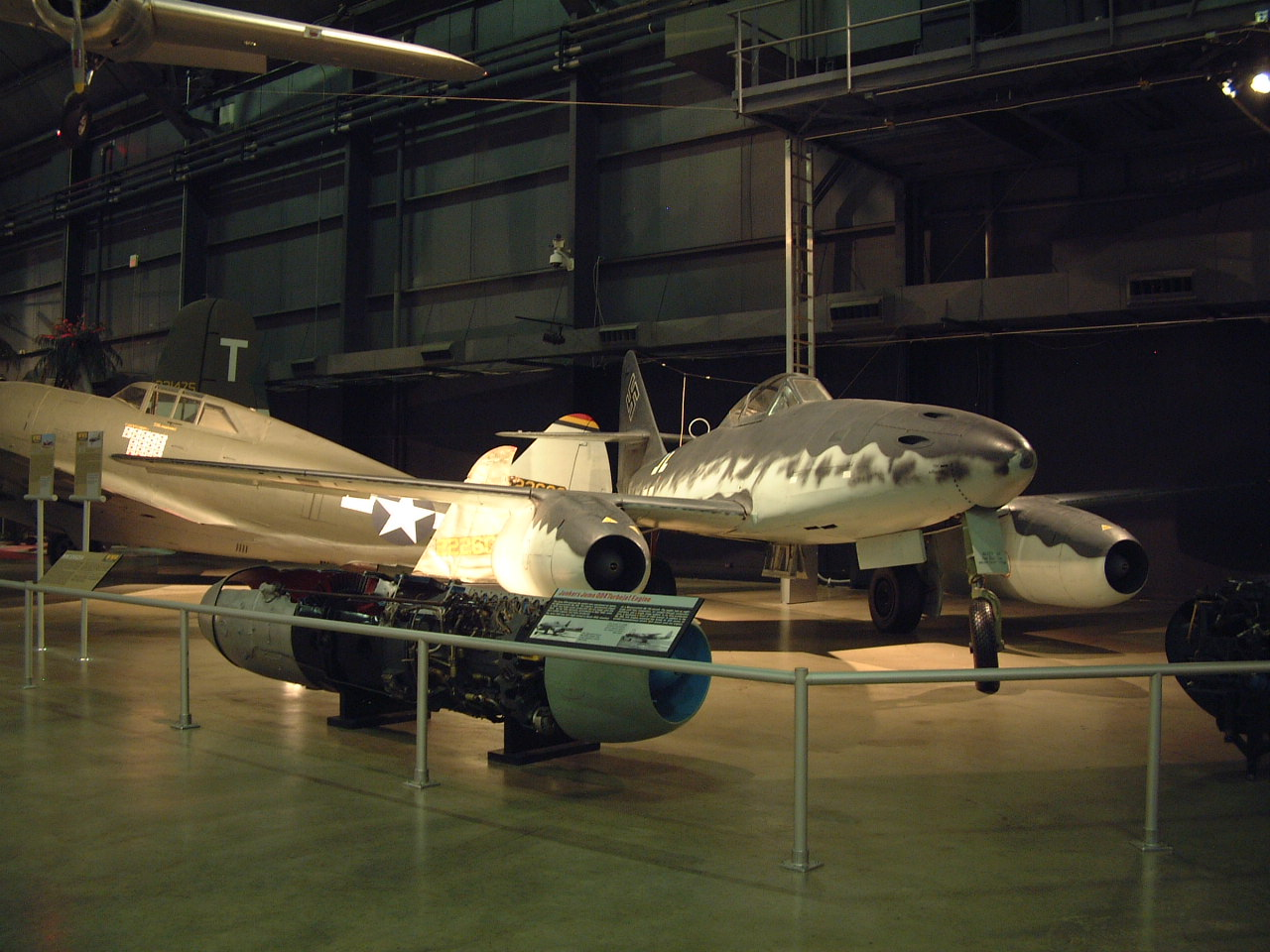
Me 262A (5 Jaune) et son réacteur Junkers Jumo 004.

- Me 262A, W.Nr.500071 « 3 Blanc », III./JG 7

Deutsches Museum, Munich, Allemagne. Cet avion, piloté par Hans Guido Mutke alors qu'il servait dans le 9. Staffel/JG 7, a été confisqué par les autorités helvétiques le 25 avril 1945. Mutke avait atterri en urgence en territoire suisse alors qu'il n'avait plus que quelques litres de kérosène.
- Me 262 A-1a

Reconstruit à partir de débris. Luftwaffenmuseum (de), Allemagne.
- Me 262 A-1a W.Nr.501232 « 5 Jaune », 3./KG(J)6

National Museum of the United States Air Force, Wright-Patterson Air Force Base, Dayton, Ohio, États-Unis,. Cet appareil a été restauré entre 1976 et 1979. Il ne porte pas de marquages d'unité opérationnelle, comme lorsqu'il sortait à peine des chaînes de montage.
- Me 262 A-1a/U3 W.Nr.500453

Flying Heritage Collection, Everett, États-Unis. Il a été converti en version chasseur en recevant le nez qui équipait le Me 262 W.Nr.500491 du National Air and Space Museum de Washington.
- Me 262 A-1a W.Nr.500491 « 7 Jaune », II./JG 7

National Air and Space Museum, Smithsonian Institution, Washington DC, États-Unis. Cet appareil a échangé son nez avec celui exposé au Flying Heritage Collection ;
- Me 262 A-2a W.Nr.112372

RAF Museum, Hendon (Londres), Royaume-Uni, ;
- Me 262 A-2a W.Nr.500200 « X 9K+XK Noir », 2 Staffel./KG 51

Australian War Memorial, Canberra, Australie. Il s'agit du seul appareil de la version de bombardement à avoir survécu, mais également du seul Me 262 à toujours posséder sa peinture originale.
- Me 262 B-1a/U1, W.Nr.110305 « 8 Rouge »

South African National Museum of Military History (en), Johannesburg, Afrique du Sud. Cet exemplaire est le seul Me 262 de chasse nocturne encore existant de nos jours.
- Me 262 B-1a, W.Nr.110639 « 35 Blanc »

Biplace d'entraînement conservé à NAS/JRB Willow Grove (en), Pennsylvanie, États-Unis.
- Avia S-92

Musée de l'aviation de Prague-Kbely, Prague, République Tchèque.
- Avia CS-92

Musée de l'aviation de Prague-Kbely, Prague, République Tchèque,.

## Dans la culture populaire

### Littérature
- Dans la nouvelle Secret Honor de W. E. B. Griffin (1999), le commandant de la Luftwaffe, Hans-Peter von Wachstein, est interrogé par le général Adolf Galland dans le Me 262, alors qu'il se trouve en Allemagne nazie[43].
- Dans le roman d'histoire alternative Fox on the Rhine (en), de Douglas Niles et Michael Dobson (2000), la Luftwaffe, sous le commandement d'Adolf Galland, donne la priorité au développement du Me 262. Un certain nombre d'escadrons sont utilisés pour un bombardement lourd, de concert avec d'autres chasseurs à hélices, mais le sabotage des moteurs par les travailleurs affecte leurs performances opérationnelles[44].
- Dans Feux du ciel de l'As français Pierre Clostermann (1951) est racontée une mission sur Me 262, à l’extrême fin de la guerre.

### Cinéma
- Dans le film L'Escadron Red Tails d'Anthony Hemingway (2012), les pilotes américains font face à une escadrille de Me 262 lors de la bataille finale[45].
- Dans la série russe Истребители 2 (Attackers. The Last Fight.) de Zinoviy Roizman (2015), les pilotes soviétiques commandés par Ilya Bestougeff découvrent l'arrivée du nouveau chasseur Me 262 et apprennent à le combattre[46].

### Musique
- Le groupe Blue Öyster Cult a rendu hommage à cet avion en lui consacrant une chanson (Me 262) sur son troisième album, Secret Treaties (1974). On retrouve sur les deux faces de la pochette un dessin crayonné de l'avion. La chanson décrit le point de vue d'un pilote de la Luftwaffe en mission d'interception au mois d'avril 1945[47].

### Bande dessinée
- Dans le deuxième et dernier numéro de la mini-série Vertigo de DC Comics, Enemy Ace: War In Heaven (2001), le personnage principal, Hans von Hammer, dirige un vol de la Luftwaffe contre des formations de bombardiers de l'USAAF, aux commandes d'un Me 262 rouge écarlate sans svastika comme insigne de queue. Voyant le désespoir où les mène la guerre, lui et ses hommes détruisent les Me 262 restants encore sous leur contrôle avant de se rendre à une unité de l'armée américaine[48].
- La série Ciel en ruine (5 tomes en 2018) relate les aventures de Nikolaus Wedekind, frère cadet d'un as de la Luftwaffe disparu qui, vers la fin de la Seconde Guerre mondiale, est hâtivement formé sur Messerschmitt 262 dans le dernier effort désespéré de la Luftwaffe pour reprendre la supériorité aérienne au-dessus de l'Allemagne sur les anglo-américains, cent fois plus nombreux[49].
- Aventure "Classic" de Tanguy et Laverture "Le pilote qui en savait trop", p39 et suivantes le Captain Drake s'enfuit de Suisse aux commandes d'un Me-262 également appelé Avia Cs-92

### Jeux vidéo
- Dans le jeu vidéo de stratégie Empire Earth, il est possible de construire des chasseurs/bombardiers Me 262 durant l'ère atomique - Seconde guerre mondiale. Il peut être amélioré en chasseur/bombardier F-117 durant l'ère atomique - Moderne.
- Dans le jeu vidéo R.U.S.E., le Me 262 est l'avion le plus puissant du jeu ; il atterrit sur son aérodrome en quelques secondes. Il s'agit d'un adversaire redoutable.
- Dans la série IL-2 Sturmovik, le Me 262 est présent en plusieurs variantes, notamment dans Forgotten Battles (Me-262A-1a et Me-262A-2a) et 1946 (Me-262A-1a/U4 et Me-262 HG-II).
- Dans War Thunder, on retrouve plusieurs variantes du Me 262 : les Me 262 A-1a, Me-262 C-1a, M-262 C-2b, Me 262 A-1a/U1 ainsi que le Me 262 A-1/U4 Pulkzerstörer armé de son canon de 50 mm antichar. Très rare, on trouve aussi le Me 262 A-2a Sturmvogel.
- Dans le jeu mobile Sky Gamblers: Storm Raiders, le Me 262 est le premier de la rubrique « Chasse ».
- Dans World of Warplanes, le Me 262 est un chasseur lourd de tier VIII (suivi du Me 262 HG II et du Me 262 HG III pour les tiers IX et X, respectivement).
- Dans le jeu Secret Weapons Over Normandy, le joueur est confronté aux Me-262 dès 1943, en tant qu'arme secrète, jusqu'à planifier une opération pour dérober un appareil et le ramener en Angleterre, conduisant au développement du Gloster Meteor.

### Articles
- Alfred Price et Jeff Ethell, « Messerschmitt 262 : derrière le mythe, le calvaire de la réalité », Le Fana de l'Aviation, no 325,‎ décembre 1996.

### Documentaires télévisés
- L'hirondelle : 5e épisode de la série Nazi Mégastructures, sur National Geographic.